# Volksabstimmungen in der Schweiz 1971
Dieser Artikel bietet eine Übersicht der Volksabstimmungen in der Schweiz im Jahr 1971.
In der Schweiz fanden auf Bundesebene drei Volksabstimmungen statt, im Rahmen zweier Urnengänge am 7. Februar und 6. Juni. Dabei handelte es sich um drei obligatorische Referenden.

## Abstimmung am 7. Februar 1971

### Ergebnis
| Nr. | Vorlage | Art | Stimm- berechtigte | Abgegebene Stimmen | Beteiligung | Gültige Stimmen | Ja      | Nein    | Ja-Anteil | Nein-Anteil | Stände | Ergebnis |
| --- | --- | --- | ------------------ | ------------------ | ----------- | --------------- | ------- | ------- | --------- | ----------- | ------ | -------- |
| 224 | Bundesbeschluss vom 9. Oktober 1970 über die Einführung des Frauenstimm- und Wahlrechts in eidgenössischen Angelegenheiten | OR  | 1'654'708          | 955'321            | 57,72 %     | 944'991         | 621'109 | 323'882 | 65,73 %   | 34,27 %     | 15½:6½ | ja       |

### Einführung des Frauenstimmrechts
Nachdem Volk und Stände 1959 das Stimm- und Wahlrechts für Frauen auf Bundesebene abgelehnt hatten, folgte wenig später deren Einführung in mehreren Kantonen. Verschiedene Vorstösse im Parlament, das Thema auch auf Bundesebene wieder auf die Tagesordnung zu bringen, blieben zunächst ohne Erfolg. 1963 trat die Schweiz dem Europarat bei, ohne gleichzeitig die Europäische Menschenrechtskonvention (EMRK) zu unterzeichnen, die das Frauenstimmrecht vorschrieb. Fünf Jahre später plante der Bundesrat, der EMRK nur unter Vorbehalt beizutreten und die Frage des Frauenstimmrechts den Kantonen zu überlassen. Daraufhin kam es zu sehr heftigen Protesten, die ihre Wirkung nicht verfehlten. 1969 blockierte der Ständerat den EMRK-Beitritt, worauf sich der Bundesrat gezwungen sah, aktiv zu werden und eine entsprechende Verfassungsänderung zu beantragen. Das Parlament genehmigte sie ein Jahr später oppositionslos. Im Gegensatz zu 1959 unterstützten alle Parteien und Verbände die Vorlage, ebenso zahlreiche Mitglieder kantonaler Regierungen. Ein gewichtiges Argument waren die Erfahrungen aus jenen zehn Kantonen, die das Stimm- und Wahlrecht für Frauen bereits eingeführt hatten. Zudem sei ein weiteres Beharren auf dieser Rechtsungleichheit ein Anachronismus. Die Gegner, die sich kaum bemerkbar machen konnten, begründeten ihre Ablehnung erneut mit dem traditionellen Rollenbild der Frau; nicht nur sei sie für Politik nicht vorgesehen, sondern auch nicht fähig. Knapp zwei Drittel der abstimmenden Männer nahmen die Vorlage an. Nein-Mehrheiten gab es in den konservativen Kantonen der Zentral- und Ostschweiz, während Genf mit 91,9 Prozent die höchste Zustimmung verzeichnete. Im Juni desselben Jahres nahmen Frauen erstmals an einer eidgenössischen Volksabstimmung teil, im Oktober erstmals an nationalen Wahlen.

## Abstimmungen am 6. Juni 1971

### Ergebnisse
| Nr. | Vorlage | Art | Stimm- berechtigte | Abgegebene Stimmen | Beteiligung | Gültige Stimmen | Ja        | Nein    | Ja-Anteil | Nein-Anteil | Stände | Ergebnis |
| --- | --- | --- | ------------------ | ------------------ | ----------- | --------------- | --------- | ------- | --------- | ----------- | ------ | -------- |
| 225 | Bundesbeschluss vom 18. Dezember 1970 über die Ergänzung der Bundesverfassung durch einen Artikel 24septies betreffend den Schutz des Menschen und seiner natürlichen Umwelt gegen schädliche oder lästige Einwirkungen | OR  | 3'565'435          | 1'349'608          | 37,84 %     | 1'319'290       | 1'222'931 | 096'359 | 92,70 %   | 07,30 %     | 22:0   | ja       |
| 226 | Bundesbeschluss vom 11. März 1971 über die Weiterführung der Finanzordnung des Bundes | OR  | 3'565'435          | 1'346'363          | 37,75 %     | 1'279'580       | 0930'878  | 348'702 | 72,75 %   | 27,25 %     | 22:0   | ja       |

### Umweltschutzartikel
In der Schweiz häuften sich die Umweltprobleme, was den Umweltschutz Anfang der 1970er Jahre verstärkt in den Vordergrund des politischen Geschehens rückte. Die Bevölkerung war immer weniger gewillt, die schädlichen Auswirkungen von Emissionen verschiedenster Art zu ertragen, weshalb eine Reihe parlamentarischer Vorstösse ein verstärktes Engagement des Bundes bei der Bekämpfung von Luftverschmutzung und Lärmemissionen forderten. Es existierten zwar bereits Bundeskompetenzen auf verschiedenen Gebieten des Umweltschutzes, wie zum Beispiel beim Gewässerschutz oder bei der Raumplanung, doch waren diese lückenhaft und wurden bisher selten genutzt. Deshalb präsentierte der Bundesrat im Mai 1970 einen weitreichenden Umweltschutzartikel für die Bundesverfassung, der verpflichtende Vorgaben enthielt. So sollte der Bund die Kompetenz und den Auftrag erhalten, einen umfassenden Schutz gegen schädliche oder lästige Emissionen umzusetzen. Schutzobjekt sollte in erster Linie der Mensch sein, aber auch seine natürliche Umwelt. Da es vielen Kantonen an geeigneten Fachpersonen fehle, sei die Zuständigkeit des Bundes gerechtfertigt. Beide Parlamentskammern stimmten der Vorlage einstimmig zu. Sämtliche Parteien unterstützten sie und es gab praktisch keine nennenswerte Opposition, was sich auch im überwältigenden Ergebnis widerspiegelte. Mehr als neun Zehntel der Abstimmenden (darunter erstmals Frauen) nahmen den neuen Verfassungsartikel an.

### Finanzordnung des Bundes
Zwar war im Vorjahr die neue Finanzordnung gescheitert, doch die aktuelle war immerhin bis 1974 gültig. Dennoch präsentierte Finanzminister Nello Celio nur einen Monat nach der Abstimmung eine neue Vorlage. Diese verzichtete auf die viel kritisierte Aufhebung der Befristung und der Höchstsätze der Warenumsatzsteuer (WUSt) und der Wehrsteuer (heutige direkte Bundessteuer), während unbestrittene Teile wie der Ausgleich der kalten Progression übernommen wurden. Wegen Zeitknappheit konnten die vorgesehenen Sozialabzüge bei der Wehrsteuer erst verzögert in Kraft treten, weshalb als Kompensation ein nach Steuerbetrag gestaffelter Rabatt gewährt werden sollte. Als Entgegenkommen gegenüber den Linken wurde der Steuersatz der Wehrsteuer von 9 auf 9,5 Prozent erhöht. Das Parlament genehmigte die Vorlage, verlängerte aber die Geltungsdauer um zwei Jahre bis 1982. In den wesentlichen materiellen Punkten war die Finanzordnung mit der Vorlage von 1970 identisch. Während die PdA die Vorlage als Reform zugunsten der Reichen bezeichnete, kritisiert die EVP ungerechtfertigte Sonderrechte der Bierbrauer. Dem LdU fehlten Ansätze zu einer Steuerharmonisierung. Die meisten anderen Parteien unterstützten die Vorlage ausdrücklich. Sie wiesen auf den Kompromisscharakter hin und waren sich darin einig, dass der Bund auf die Mehreinnahmen angewiesen sei und dass die Neuerung ihm die notwendige finanzpolitische Flexibilität gebe. Fast drei Viertel aller Abstimmenden und alle Kantone nahmen die Vorlage an.